# Свята Малаві
Це список державних свят Малаві.

## Державні свята
| Дата                    | Свято                |
| ----------------------- | -------------------- |
| 1 січня                 | Новий Рік            |
| 15 січня                | День Джона Чилембве  |
| 3 березня               | День мученика        |
| Березень або квітень    | Страсна п'ятниця     |
| Березень або квітень    | Великодній понеділок |
| 1 травня                | День Праці           |
| 14 травня               | День Камузу          |
| 6 липня                 | День Незалежності    |
| Другий понеділок жовтня | День матері          |
| 25 грудня               | Різдво               |
| 26 грудня               | День подарунків      |